# أدوات الجزم
الفعل المضارع هو الفعل الوحيد المُعرب - وقد يكون مبنيًّا في بعض الأحيان - ويكون مرفوعًا دائمًا إلا إذا سُبق بأداة جزم أو أداة نصب، وأدوات الجزم نوعان: إما أداة تجزم فعلًا واحدًا أو أدوات الشرط الجازمة والتي تجزم فعلين.

## أدوات تجزم فعلًا واحدًا

### أدوات جازمة
- لمْ
- لمَّا: تفيد النفي والقلب والدلالة على توقع حدوث ما بعدها
- لام الأمر
- لا الناهية

### أدوات شرط جازمة تجزم فعلين
- إٍنْ
- كيفما
- من
- مّا
- متى
- مهما
- أنَّى
- أيَانَ
- أَينما
- أَيّ
- حيثما
- اذما
- إذا

## علامة جزم الفعل المضارع
- يُعرب الفعل المضارع بالسكون إذا كان صحيح الآخر وسُبق بأداة جزم، كقوله تبارك وتعالى ﴿سَوَاءٌ عَلَيْهِمْ أَأَنذَرْتَهُمْ أَمْ لَمْ تُنذِرْهُمْ لاَ يُؤْمِنُونَ﴾
- يُعرب الفعل المضارع بحذف حرف العلة إذا كان مُعتل الآخر وسُبق بأداة جزم، مثاله: لمَّا يأتِ علي بعد
- يُعرب الفعل المضارع بحذف النون إذا كان من الأفعال الخمسة وسُبق بأداة جزم، مثاله: لتأكلوا الطعام كله

## تحريك السكون
تحرك السكون في الأفعال المضارعة بعض الأحيان للكسر عند التقاء ساكنين مثل «لتأكلِ الطعام» وقد يُحرك للفتح في بعض الأحيان «لا تعدَّ الطعام».